# خرخاکی گلوله‌ای
خرخاکی‌های گلوله‌ای نوعی خرخاکی است که در هنگام خطر خود را گلوله می‌کند. این جانداران خانواده خرخاکیان گلوله‌ای Armadillidiidae را در راسته جورپایان تشکیل می‌دهند.
این جانوران احتمالاّ در پی حس ارتعاش یا فشار رفتار گلوله‌ای‌شدن از خود نشان می‌دهند و این رفتار در هزارپای گلوله‌ای، آرمادیلو، و زنبور جواهری نیز دیده می‌شود. شناخته‌شده‌ترین عضو خانواده خرخاکیان گلوله‌ای، خرخاکی گلوله‌ای معمولی Armadillidium vulgare است.